# گنات
گنات (به فرانسوی: Gannat) یک کمون (فرانسه) در فرانسه است که در آلیه واقع شده‌است. گنات ۳۶٫۸۵ کیلومتر مربع مساحت دارد.